# 冯翠玲
冯翠玲（1964年4月—），女，汉族，辽宁阜新人。工学硕士。曾任天津大学药物科学与技术学院党委书记，现任天津科技大学党委副书记。中共十九大代表。